# Fuzz, Acid and Flowers
Fuzz, Acid and Flowers: A Comprehensive Guide to American Garage, Psychedelic and Hippie-Rock (1964-1975), publié dans son édition originelle en août 1993, est un livre écrit par l'écrivain et journaliste Vernon Joynson. 

Ce guide musical fait office de référence en matière de rock psychédélique, retraçant, sous forme d'un abécédaire, l'époque qui caractérisa au mieux ce courant, à cheval sur les années 1960 et 1970. Bien que publié sous 3 éditions différentes, il n'en sera imprimé que quelques centaines d'exemplaires qui en font un objet aujourd'hui rare et recherché.

Une édition « revisited », plus importante (1 108 pages au lieu des 432 initiales) est parue en 2004.

## Conception
Le projet initial a vu le jour en 1984, sous le nom équivoque de "The Acid Trip: A Complete Guide to Psychedelic Music", qui constitua la première encyclopédie en la matière. Vernon est l'auteur de nombreux ouvrages musicaux qui gravitent autour de ce courant musical, cette œuvre en particulier étant sa plus emblématique.

## Versions
| Parution      | Longueur | Commentaires |
| ------------- | -------- | ------------ |
| Août 1993     | 432      | -            |
| Mai 1994      | 432      | -            |
| Décembre 1995 | 432      | -            |

| Parution       | Longueur | Commentaires                                                         |
| -------------- | -------- | -------------------------------------------------------------------- |
| Septembre 2004 | 1108     | accompagnée d'un tirage limité de 500 exemplaires en format de poche |

## Autres livres par l'auteur
| Titre | Parution                                    | Longueur              | Commentaires |
| --- | ------------------------------------------- | --------------------- | --- |
| The Acid Trip : A Complete Guide to Psychedelic Music                                                                            | 1984                                        | -                     | - |
| After The Acid Trip…The Flashback : The Ultimate Psychedelic Music Guide                                                         | Juin 1988                                   | 159 pages             | Complément du premier livre du même nom |
| The Tapestry Of Delights : The Comprehensive Guide to British Music Of The Beat, R&B, Psychedelic and Progressive Eras 1963-1976 | Septembre 1995 / Septembre 1996 / juin 1998 | 600 pages / 724 pages | Dédié au rock britannique dans sa globalité, sur la période '60 - '70, il sera également "revisité" (en 2006)                                                            |
| Dreams Fantasies and Nightmares From Faraway Lands : Canadian, Australasian and Latin American Rock And Pop 1963-1975            | Septembre 1999                              | 476 pages             | Un tour d'horizon des musiques similaires en Australie, Amérique latine et Canada, il sera également "revisité" (en 2008, avec une section inédite sur l'Afrique du Sud) |
| Up Yours! : A Guide To Punk, New Wave and Early Post Punk                                                                        | Septembre 2001                              | 552 pages             | Dédié au punk anglais et ses mouvements associés (post-punk, new wave)                                                                                                   |

| Titre                                                                              | Parution     | Longueur  |
| ---------------------------------------------------------------------------------- | ------------ | --------- |
| Part One : California The Golden State                                             | Octobre 1987 | 582 pages |
| Part Two : Texas, Arizona and New Mexico: A Southwestern Pilgrimage (1960-1989)    | 1990         | 392 pages |
| Part Three : Chicago and Illinois: The Windy City and Prairie Smoke (1960-1992)    | Juillet 1992 | 260 pages |
| Part Four : Indiana, Iowa and Missouri: Hoosiers, Corn and Jesse James (1960-1993) | Février 1994 | 171 pages |
| Part Five : The Midwest C: Minnesota and Wisconsin (1960-1997)                     | Avril 2000   | 331 pages |